# 재원항
재원항은 전라남도 신안군 임자면 재원리에 있는 어항이다. 1973년 3월 7일 지방어항으로 지정하여 관리하고 있다. 시설관리자는 신안군수이다.

## 어항 연혁
- 재원항은 본섬인 임자도에서 서측에서 9km 떨어진 지점에 위치하고 있는 재원도의 동측에 남북방향으로 길게 자리잡고 있는 항이다.

## 어항 구역
- 수역: 현 방파제 시점에서 평행하게 전방 상정월도와 연결하고 동섬에서 정남쪽으로 임자도와 연결하고 남방파제 선단부에서 목섬과 연결한 선내 수역

## 어항 시설
- 방파제 239m, 물양장 7m

## 주요 어종
- 새우, 민어, 병어, 농어